# Mike Shinoda

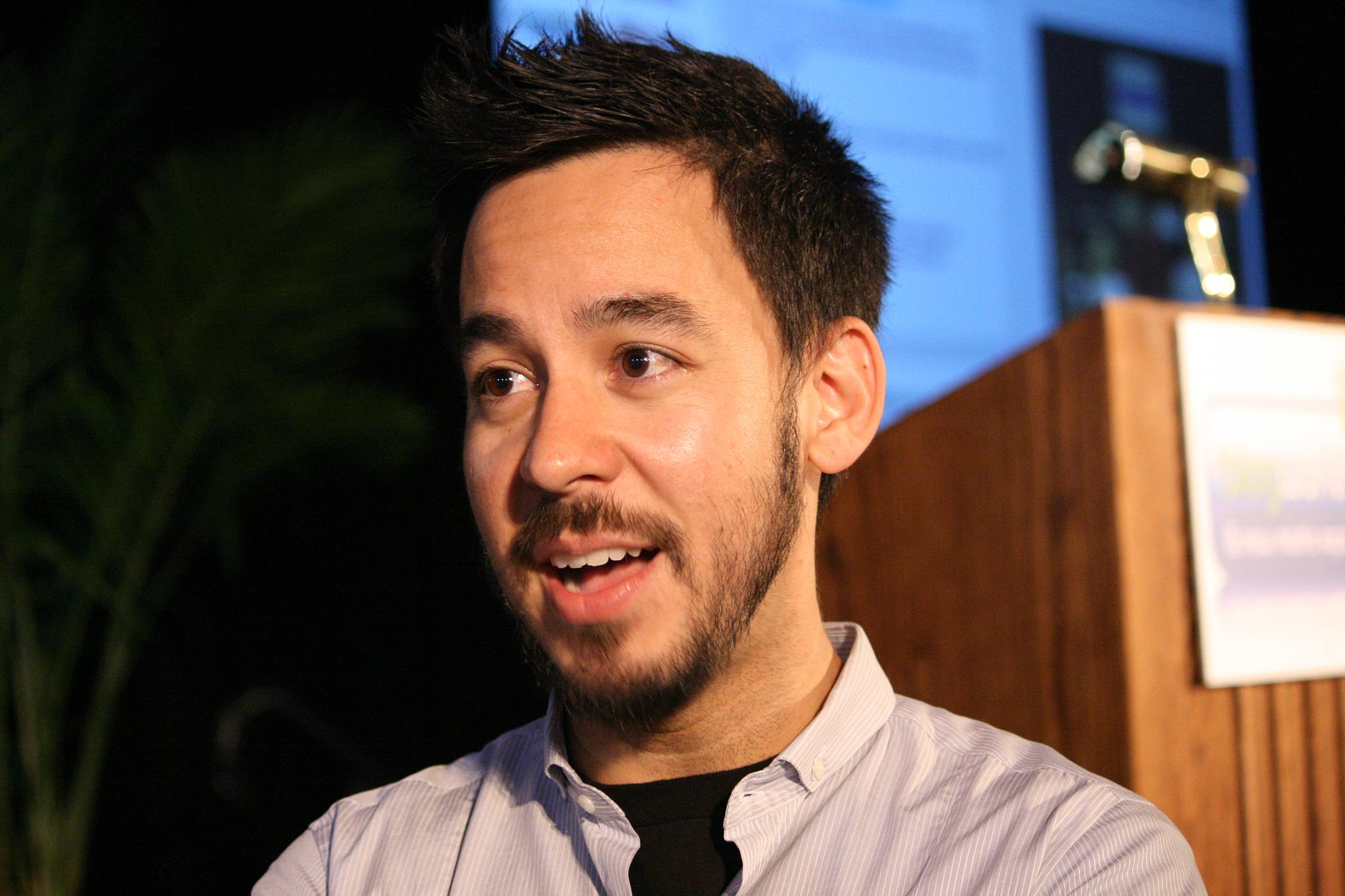
Mike Shinoda vid World Expo i september 2008.

Michael Kenji "Mike" Shinoda, född 11 februari 1977 i Agoura Hills i Kalifornien, är en amerikansk musiker, musikproducent och digital designer. Han spelar i grupperna Linkin Park och Fort Minor.
Shinoda är son till en amerikansk-japansk far och en amerikansk-rysk mor som sägs vara avlägsen släkting till den ryske kompositören Pjotr Tjajkovskij. Shinoda talar ej japanska men han har lärt sig lite från sin bror som varit utbytesstudent i Japan. 
Som liten började Shinoda spela piano och utbildades i musik med klassisk inriktning. I high school träffade Shinoda och dennes vän Brad Delson trumslagaren Rob Bourdon och tillsammans startade man musikgruppen Xero som senare bytte namn till Linkin Park. Under universitetstiden då han studerade digital design kom han i kontakt med Joseph Hahn och Dave Farrell. Shinoda har bl.a designat omslget till Linkin Parks debutalbum Hybrid Theory och delar av hans konst har ställts ut på det japansk-amerikanska nationalmuseet i Los Angeles. 
Shinoda har också bidragit till att lansera nya artister, framför allt inom hiphop. År 2005 gav han ut en egen hiphopskiva , The Rising Tied, under gruppnamnet Fort Minor. På skivan medverkar bland annat Holly Brook, Kenna, Celph Titled och Black Thought of The Roots.
Som producent har Shinoda bland annat arbetat med Lupe Fiasco och Styles of Beyond.
Det var även han som presenterade Aloe Blacc för Avicii vilket resulterade i världshiten "Wake me up".